# Франкенштейн, Георг Ойген Генрих Арбогаст фон унд цу
Георг Ойген Генрих Арбогаст Барон фон унд цу Франкенштейн (нем. Georg Arbogast von und zu Franckenstein; 1825—1890) — германский политик и богатый баварский землевладелец.

## Биография
Родился 2 июля 1825 года в баварском городе Вюрцбурге; старший сын барона Карла Арбогаста фон унд цу Франкенштейна, королевского камергера и потомственного императорского советника Баварии, и его жены Леопольдины, урожденной графини Аппоньи де Надь-Аппоньи.
В 1868—70 гг. Франкенштейн был членом таможенного парламента, где принадлежал к числу баварских партикуляристов. Заседал на правах наследственного члена в верхней палате баварского ландтага, где был одним из видных членов партии ультрамонтанов и противников Пруссии; вотировал против участия Баварии во франко-прусской войне и против ее вступления в состав Германской империи.
В 1872 году Франкенштейн избран в рейхстаг, как член Партии Центра. В общих заседаниях рейхстага выступал редко, но пользовался влиянием в своей партии, где являлся вождем аграрно-партикуляристской фракции.
В 1879 году барон фон унд цу Франкенштейн предложил поправку к проекту таможенного тарифа, ставшую известной под именем «Die Franckensteinsche Klausel». На основании этой поправки весь излишек от новых пошлин и табачного акциза, превышающий 130 миллиардов марок, должен поступать в казначейства отдельных германских государств пропорционально числу жителей и таким образом сокращать их матрикулярные взносы (впоследствии он даже превысил их). Поправка имела явно партикуляристический характер и сплотила национал-либералов (за исключением 15 человек) в оппозиции новому таможенному тарифу; но Отто фон Бисмарк согласился на неё, парламент её принял и она стала законом, с изменениями, произведенными в ней финансовой реформой Микеля 1895 года.
С 1879 по 1887 год Франкенштейн был вице-президентом рейхстага, а с 1881 по 1890 год занимал пост президента верхней палаты баварского рейхстага.

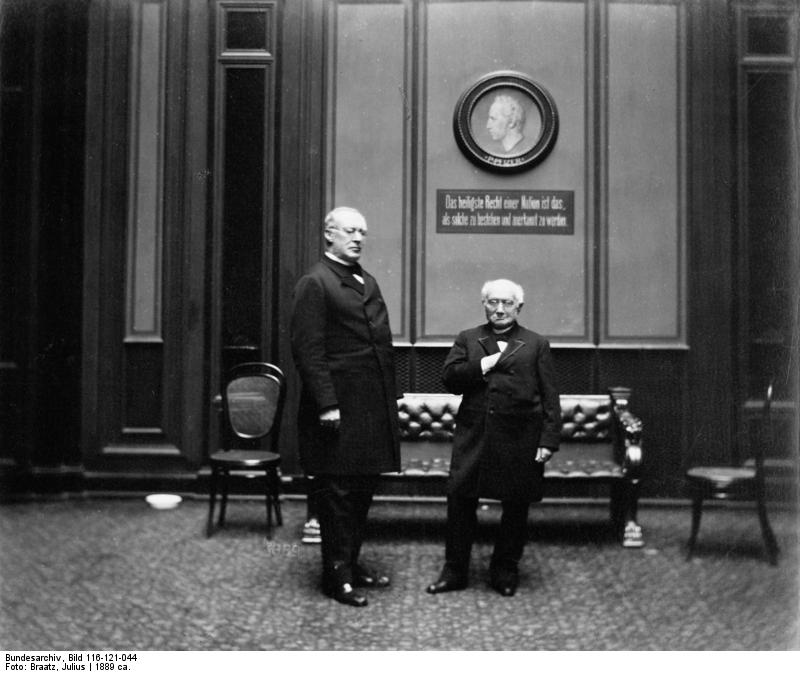
Франкенштейн и Людвиг Виндтхорст; 1889 год.

С 1880 года Франкенштейн сделал себе имя в сфере социальной политики и, как председатель ответственных комиссий рейхстага, помогал обеспечивать соблюдение законов о социальном обеспечении (здоровье (1883), несчастный случай (1884), страхование по старости и инвалидности (1889). Здесь значительные (и задуманные Бисмарком) конфликты возникли между Франкенштейном и лидером центра Людвигом Виндтхорстом, который хотел поставить одобрение парламентской группы в зависимость от церковных уступок Бисмарка. Закон о старости и инвалидности был отклонен Виндторстом и парламентским большинством, но мог быть принят с согласия парламентского меньшинства вокруг Франкенштейна. Однако во время тяжелого кризиса Септенната 1887 года Виндторст и Франкенштейн решительно отторгали попытки курии повлиять на политику центра.
Георг Ойген Генрих Арбогаст барон фон унд цу Франкенштейн скончался 22 января 1890 года в городе Берлине.

## Семья
Франкенштейн был женат на фрау Мари (1832—1891), дочери принца из вельможного рода Эттингенов, который на протяжении многих веков владел одноимённым городом. В этом браке родились три дочери и три сына, среди которых Карл и Мориц тоже стали политиками.